# Diana Turbay
Pour les articles homonymes, voir Turbay.
Turbay  Quintero est un nom espagnol. Le premier nom de famille, en général paternel, est Turbay ; le second, en général maternel, souvent omis, est Quintero.
Diana Turbay Quintero, née le 9 mars 1950 à Bogota et morte le 25 janvier 1991 à Medellín, est une journaliste colombienne, fille de l'ancien président Julio César Turbay.

## Biographie
Diana Turbay est actionnaire du journal de télévision Cripican News. Elle se marie une première fois avec Luis Francisco Hoyos Villegas et de cette union naît sa fille María Carolina Hoyos Turbay. 
Elle se remarie ensuite avec Miguel Uribe Londoño, homme d'affaires colombien, avec lequel elle a un fils, Miguel Uribe Turbay. Ce dernier, avocat et candidat aux élections présidentielles colombiennes, meurt assassiné en 2025.

## Otage
Diana Turbay a été prise en otage le 30 août 1990 par le groupe de Los Extraditables conduit par Pablo Escobar qui voulait faire pression sur le président César Gaviria pour que le traité d'extradition vers les États-Unis soit aboli.
Alors qu'elle devait rencontrer pour une interview le prêtre Pérez avec cinq autres journalistes (dont Hero Buss, correspondant d'origine allemand pour la BBC Londres, Azucena Liévano et le caméraman Richard Becerra) dans une propriété de la commune de Copacabana (Antioquia), ils sont victimes d'un guet-apens. L'un des émissaires de Pablo Escobar aurait alors déclaré : « Il n'y a aucun prêtre Pérez, vous êtes entre les mains de Los Extraditables ».
En janvier 1991, quatre des otages sont libérés par le cartel d'Escobar, mais Diana Turbay et Richard Becerra sont maintenus en captivité.   
Pour les libérer, l'armée colombienne lance une opération le 25 janvier 1991 mais Diana Turbay est mortellement atteinte par des tirs croisés entre les militaires et les sicarios.

## Décès
Suite à ses blessures, elle est transportée par hélicoptère à l'aéroport Olaya Herrera et ensuite emmenée en ambulance à l'Hôpital général de Medellín. Elle décède quelques heures plus tard d'une insuffisance cardiaque corrélée à des blessures jugées trop graves au foie, rein et colonne vertébrale.
Suite à son décès, le président colombien César Gaviria fait affréter un avion spécial pour transférer le corps de Diana Turbay à Bogota, où elle repose dans le cimetière des jardins de paix au nord de la ville.

## Dans la fiction
- Gabriel Garcia Marquez reprend l'histoire de l'enlèvement de Diana Turbay dans son livre, Journal d'un enlèvement (1994)
- Diana Turbay apparaît dans la série Narcos (2015) et Pablo Escobar, le patron du mal (2012).